# Pagerdawung
Pagerdawung is een bestuurslaag in het regentschap Kendal van de provincie Midden-Java, Indonesië. Pagerdawung telt 1834 inwoners (volkstelling 2010).